# Luc de Wadding
Pour les articles homonymes, voir Wadding.
Le père Luc de Wadding (1588-1657) est un religieux franciscain irlandais.

## Biographie
Luc de Wadding naquit en 1588 à Waterford d’une famille noble. Les troubles qui désolaient l’Irlande à cette époque ayant engagé ses parents à le conduire en Espagne, il y fit ses études, et montra tant d’aptitude pour les langues anciennes, et principalement pour la langue latine, qu’à treize ans il pouvait écrire en vers et en prose avec la même facilité.
Matthieu Wadding, son frère, l’emmena au séminaire irlandais de Lisbonne, où il resta six mois (1603). L’année suivante, il embrassa la règle des Frères mineurs ou Cordeliers, n’ayant encore que seize ans, et ne tarda pas à se concilier l’estime de ses supérieurs par la précocité de ses talents et par son ardeur infatigable pour l’étude.
Il professa la théologie pendant quelques années à Salamanque. La réputation qu’il s’acquit dans cet emploi engagea Antonio Trejo, ancien vicaire général de l’ordre, évêque de Carthagène et ambassadeur extraordinaire de Philippe III à la cour de Rome, et relativement à l’affaire de l’Immaculée Conception, à se faire accompagner de Wadding dans les deux voyages qu’il fit en cette capitale du monde chrétien. II y fut pourvu d’une chaire de théologie, et de plus y exerça quelque temps les fonctions de procureur de son ordre et de commissaire général des nations allemande et française.
Plein de zèle pour les intérêts de ses confrères, il parvint à les mettre en possession du couvent de St-Isidore, et, avec la protection du cardinal Ludovico Ludovisi, neveu du pape Grégoire XV, le fit convertir en un collège (1628) pour les Irlandais. Il fut le premier supérieur de cet établissement qu'il agrémenta d'une riche bibliothèque, tout en favorisant l’émulation parmi ses confrères.
En 1625 avait paru le premier volume de ses Annales de l’ordre de Saint-François. Les recherches auxquelles il se livrait pour continuer ce grand ouvrage ne l’empêchèrent pas de se charger de différentes missions, dont il s’acquitta toujours avec succès. Il fit successivement partie de diverses congrégations, et reçut, dans plusieurs circonstances, des témoignages d’estime des Souverains pontifes et des membres les plus distingués du Sacré Collège. Le P. Wadding mourut à Rome le 18 novembre 1657, à l’âge de 69 ans, avec la réputation d’un bon religieux et d’un savant du premier ordre.

## Œuvres
C'est un écrivain prolifique maîtrisant plusieurs langues. On lui connaît en tout trente-six volumes, dont 14 publiés à Rome, 21 à Lyon et un à Anvers. Il a notamment écrit une histoire de l'ordre des Franciscains et une Bibliotheca des auteurs franciscains. On lui doit les éditions des Opuscules de Saint François d'Assise, réduits en forme de Manuel (in Enchiridii formam redacta), Lyon, 1637, in-24 ; des Sermons de Saint Antoine de Padoue ; des Œuvres de Jean Duns Scot (1639, en 12 volumes in-fol.) ; des Commentaires du P. Ange du Pas, sur les Évangiles selon Marc et selon Luc ; des Concordances de la Bible d’Antonin de Florence ; des Offices particuliers de plusieurs saints, omis dans le bréviaire romain, entre autres ceux de l’église de Pouzzoles, Rome, 1649, in-4° ; de la Jacobiade (poème héroïque en latin), de Giovanni Battista Petrucci, Lyon, 1641, in-8°, etc. Ses ouvrages sont :
- De hebraice linguæ origine, præstantia et utilitate opusculum. Il publia cette dissertation[1] sous le nom de Luc Guadinus, professeur à Salamanque, dans les préliminaires des Concordances hébraïques du P. Mario da Calascio.
- Πρεσβεία sive legatio Philippi III et IV, Hispaniar. regum, ad summos pontifices, Paulum V, Gregorium XV et Urbanum VIII, pro definienda controversia immaculatæ conceptionis B. Mariæ Virginis, Louvain, 1624, in-fol., rare.
- Apologeticus de prætenso monachatu Augustiniano S. Francisci in quo deteguntur et refelluntur varii errores ex hac una controversia exorti, Madrid, 1625, in-4° ; réimprimé à la fin du premier volume des Annales ordinis Minorum, édition de 1628 ; et à Lyon, en 1641, in-8°, avec une Réponse au P. Th. Herrera, religieux augustin, l’un des contradicteurs de Wadding. Cet ouvrage a été traduit en espagnol par le P. Navarro, Madrid, 1625, in-4°.
- Annales ordinis Minorum, parfois dites  Annales Minorum, Rome, 1628-51  (ou 1625–1654 selon d'autres sources), 8 volumes in-folio, et 1731-45, 19 v. in-f.; réédité au XVIIIe siècle. C’est l’histoire la plus détaillée et la plus exacte que l’on ait de l’ordre des Frères mineurs, depuis son institution, en 1208, jusqu’à l’an 1540. Le P. Fr. Harold, cordelier, ami de Wadding et de Nicolás Antonio (voy. la préface de la Bibl. Hispan. nova), en a publié l’Abrégé, en latin, Rome, 1662, 2 vol. in-fol., et le P. Sylv. Castet, en français, Toulouse, 4 vol. in-4° (les deux premiers volumes, 1680 ; les deux autres, 1682-1683). Malgré tous les soins qu’il avait apportés dans ses recherches, Wadding avait laissé glisser quelques erreurs dans son ouvrage ; elles ont été rectifiées par le P. Ant. Melissan dans un Supplément aux Annales des frères mineurs, Turin, 1710, in-fol., et Salamanque, 1728, 2 vol. in-fol. Le P. Jos.-Mar. Fonseca donna une seconde édition de l’ouvrage de Wadding, refondue, corrigée et augmentée, Rome, 1731-1745, 19 vol. in-fol. ; cette édition est ornée du portrait de l’auteur et de sa Vie par le P. Harold. L’ouvrage a été continué de nos jours, mais il est loin encore d’être terminé, et il est douteux qu’il le soit jamais. Le P. Stanislao Melchiorri a publié à Ancône, en 1844, le tome 21, embrassant la période de 1575 à 1584, et à Naples, en 1847, le tome 22, qui va jusqu’à 1590.
- Vita B. Petri Thomæ Carmelitæ, patriarchæ constantinopolitani, Lyon, 1637, in-8°.
- Vita J. Duns Scoti, ibid., 1644, in-8°.
- Scriptores ordinis Minorum ; quibus accedit Syllabus eorum qui ex eodem ordine pro fide Christi fortiter occubuerunt, Rome, 1650, in-fol., très-rare. On a signalé de nombreuses inexactitudes et des omissions dans cet ouvrage ; mais il n’en est pas moins très-utile, et les diverses tables que l’auteur a mises à la suite en rendent l’usage commode. Le P. Jean de St-Antoine a publié un Supplément à la bibliothèque de Wadding, Salamanque, 1728, in-4°, et l’a refondue entièrement dans la Bibliotheca universa franciscana, Madrid, 1732, 3 vol. in-fol[2].
- Immaculatæ conceptionis B. Mariæ Virginis non aversari ejus mortem corporalem, opusculum, Rome, 1655, in-8°, ouvrage curieux et très-rare. Le P. Wadding promettait plusieurs autres ouvrages, dont on trouve les titres dans la Bibl. de l’Ordre des frères Mineurs, p. 239-240.